# Hans Krahe
Hans Krahe, nemški jezikoslovec in filolog, * 7. februar 1898, Gelsenkirchen, Nemčija, † 25. junij 1965, Tübingen, Nemčija.
Njegov znanstveni opus vključuje staroevropska vodna imena in ilirski jezik. Med letoma 1936 in 1946 je bil profesor na Univerzi v Würzburgu, kjer je leta 1942 ustanovil Arhiv vodnih imen Nemčije (Archiv für die Gewässernamen Deutschlands). Med letoma 1947 in 1950 je predaval na Univerzi v Heidelbergu, od leta 1950 pa je bil profesor za primerjalno jezikoslovje in slavistiko ter vodja indološkega in slavističnega seminarja na Univerzi v Tübingenu.

## Dela
- Die alten Balkanillyrischen geographischen Namen. Heidelberg, 1925.
- Die Sprache der Illyrier. 
1: Die Quellen. 1955. VIII, 120 pp, ISBN 3-447-00534-3 
2: Die messapischen Inschriften und ihre Chronologie von Carlo de Simone. 
3: Die messapischen Personennamen von Jürgen Untermann. 1964. ISBN 3-447-00535-1 Harrassowitz Verlag, Wiesbaden.
- Unsere ältesten Flußnamen. 1964. ISBN 3-447-00536-X Harrassowitz Verlag, Wiesbaden.
- Germanische Sprachwissenschaft. Wortbildungslehre. 1969. Sammlung Göschen, ISBN 3-11-006290-9 Wissenschaftsverlag Walter de Gruyter, Berlin.